# بیوگراد نا مرو
بیوگراد نا مُرو (به کرواتی: Biograd na Moru) شهری در زادار کشور کرواسی است که جمعیت آن در سال ۲۰۱۱ میلادی ۵٬۰۱۹ نفر بوده‌است.